# Тарасов Дмитро Олексійович
Дмитро Олексійович Тарасов (рос. Дми́трий Алексе́евич Тара́сов, нар. 18 березня 1987, Москва) — російський футболіст, півзахисник клубу «Локомотив» (Москва).
Виступав, зокрема, за клуби «Спартак» (Москва), «Том» та «Москва», а також національну збірну Росії.
Путініст, публічно підтримав напад росії на Україну.

## Клубна кар'єра
Народився 18 березня 1987 року в місті Москва. Вихованець футбольної школи клубу «Спартак» (Москва). Дорослу футбольну кар'єру розпочав 2005 року в основній команді того ж клубу, в якій провів один сезон, так і не дебютувавши в іграх чемпіонату Росії. 
Своєю грою за цю команду привернув увагу представників тренерського штабу клубу «Том», до складу якого приєднався 2006 року. Відіграв за томську команду наступні два сезони своєї ігрової кар'єри. Більшість часу, проведеного у складі «Томі» був гравцем основного складу команди.
У 2009 році уклав контракт з клубом «Москва», у складі якого провів один рік своєї кар'єри гравця. Граючи у складі «Москви» також здебільшого виходив на поле в основному складі команди.
До складу клубу «Локомотив» (Москва) приєднався 2010 року. Відтоді встиг відіграти за московських залізничників 95 матчів в національному чемпіонаті.

## Виступи за збірні
Протягом 2007–2008 років залучався до складу молодіжної збірної Росії. На молодіжному рівні зіграв у 2 офіційних матчах.
У 2013 році дебютував в офіційних матчах у складі національної збірної Росії. Наразі провів у формі головної команди країни 2 матчі, забивши 1 гол.

## Титули і досягнення
- Володар Кубка Росії (3):

«Локомотив» (Москва): 2014-15, 2016-17, 2018-19
- Чемпіон Росії (1):

«Локомотив» (Москва): 2017-18